# 夏塞爾的休姆男爵夫人伊利沙伯·道格拉斯-休姆
伊利沙伯·赫斯特·道格拉斯-休姆，夏塞爾的休姆男爵夫人（英語：Elizabeth Hester Douglas-Home, Baroness Home of the Hirsel，1909年11月6日—1990年9月3日），本姓艾林頓（Alington），英國貴族，前首相（1963年－1964年）亞歷克·道格拉斯-休姆爵士之夫人。

## 生平

### 早年生涯
休姆男爵夫人原名伊利沙伯·赫斯特·艾林頓（Elizabeth Hester Alington），1909年11月6日生於英格蘭什羅普郡，其父西里·艾林頓教長（Very Revd Cyril Alington）當時為舒茲伯利公學（Shrewsbury School）校長，母親赫斯特·瑪格麗特·利特爾頓閣下，CBE（Hon. Hester Margaret Lyttelton）是第四代利特爾頓勳爵的女兒。艾林頓一家共育有兩子四女，伊莉莎伯是其中一位。

### 婚姻生活

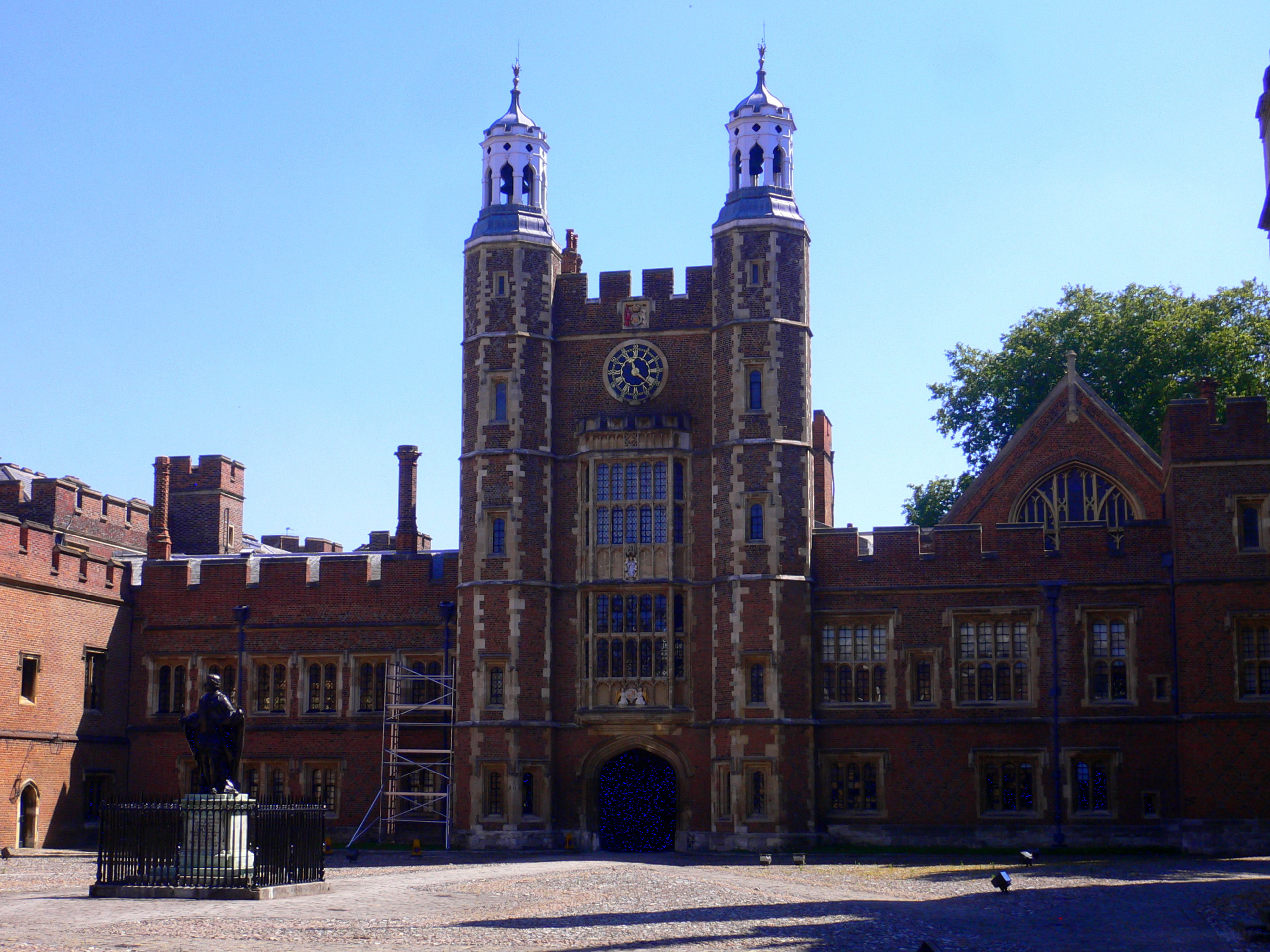
休姆男爵夫人是伊頓公學首位女校董。

伊利沙伯的父親在1917年獲聘任著名寄宿學校伊頓公學的校長，她遂隨父親搬到該校居住。在那裡，她認識了日後的丈夫鄧格拉斯勳爵，當時他仍是伊頓公學的學生。鄧格拉斯勳爵離校後升讀牛津大學，兩人沒有再見面，期間伊莉莎伯一度與著名木球評述員拜仁·約翰遜訂婚，但最後沒有成事。一直至多年以後，伊莉莎伯有次遊覽蘇格蘭時再遇鄧格拉斯勳爵，兩人互生情愫，最後於1936年10月3日在達拉謨大教堂結婚，成為鄧格拉斯勳爵夫人（The Lady Dunglass）。
婚後在1951年7月，鄧格拉斯勳爵晉為第十四代休姆伯爵，她亦隨之成為休姆伯爵夫人（The Countess of Home），不過到1963年10月，休姆伯爵獲委任首相，並為此宣佈放棄所有貴族爵位，休姆伯爵夫人亦恢復成為庶民，名稱改成為道格拉斯-休姆爵士夫人（Lady Douglas-Home）。
伊利沙伯的丈夫除了曾任首相外，還出任過外相等等的重要職務，要經常出席公開場合，所以兩夫婦也時常出雙入對。然而，她曾坦言這樣根本無法增進夫妻關係，有次她接受訪問時表示：「在大會堂內，雖然我們都知道大家就坐在身邊，但我想不到有甚麼可以對他說」，她又說：「你總不能在官式場合進行時跟他討論子女的事情吧。」道格拉斯-休姆爵士夫人曾參與不同公共事務，另外也是伊頓公學1440年創校以來首位女校董。

### 晚年
道格拉斯-休姆爵士在1974年宣佈淡出政壇，並獲冊封為終身貴族，伊利沙伯亦改名為夏塞爾的休姆男爵夫人（Baroness Home of the Hirsel），兩人在退休後有更多的私人時間。惟在1990年9月，休姆男爵夫人在蘇格蘭拉納克郡卡斯爾梅恩斯（Castlemains）的莊園內突然昏倒，家人急召正在附近散步的休姆勳爵，並將她送到卡爾路加（Carluke）的勞爾醫院（Law Hospital）。不過休姆男爵夫人始終沒有醒來，並於9月3日逝世，終年80歲，她死後遺體安葬於科爾德斯特裡姆附近的一個墓園。
伊利沙伯的逝世對丈夫構成很大打擊，休姆勳爵不久更於1992年中風，後於1995年逝世，死後亦葬於亡妻身邊。另一方面，根據1985年出版的《健力士世界紀錄大全》，由於休姆勳爵曾經放棄貴族身份，後來又再度成為貴族的關係，這連帶使伊莉莎伯比起其他英國婦女在一生中擁有更多頭銜。

## 子女
道格拉斯-休姆夫婦共育有一子三女，分別為：
- 拉維妮婭·卡羅琳·道格拉斯-休姆女爵（1939年11月27日—）
- 穆麗爾·凱瑟琳·道格拉斯-休姆女爵（1939年11月27日—）
- 戴安娜·露茜·道格拉斯-休姆女爵（1940年12月18日—）
- 大衛·道格拉斯-休姆，第十五代休姆伯爵（1943年11月20日—2022年8月22日）

## 頭銜
- 伊利沙伯·赫斯特·艾林頓 （1909年—1936年）
- 鄧格拉斯勳爵夫人 （1936年—1951年）
- 休姆伯爵夫人 （1951年—1963年）
- 道格拉斯-休姆爵士夫人 （1963年—1974年）
- 夏塞爾的休姆男爵夫人 （1974年—1990年）

## 注腳
1. 1 2 3 4  "Elizabeth Hester Alington （页面存档备份，存于）", thePeerage.com, 造訪於2008年12月14日.
2. 1 2  "Sir Alec Douglas-Home 的存檔，存档日期2008-12-16.", Prime Ministers in History, Number10.gov.uk, 造訪於2008年12月14日.
3. 1 2  "Lady Home, Wife of Former Prime Minister, Dies at 80", The Associated Press, 3 September 1990.
4. ↑  Alan Hamilton and Gillian Bowditch, "TRIBUTES PAID TO `THE LAST GENTLEMAN POLITICIAN'", The Times, 10 October 1995.
5. ↑  The Guinness Book of Records. 1985.

## 外部連結
- 首相府網頁介紹

| 前任： 桃樂絲·麥美倫貴女 | 英國首相夫人 1963年至1964年 | 繼任： 瑪麗·威爾遜 |